# Sätze von Basu
Die Sätze von Basu sind drei Aussagen der mathematischen Statistik, die eine Verbindung zwischen der Suffizienz, der Vollständigkeit und der Verteilungsfreiheit herstellen.
Sie wurden 1955 durch Debabrata Basu aufgestellt und bewiesen.

## Sätze
Für alle Sätze sei stets {\displaystyle (\Omega ,{\mathcal {A}},{\mathcal {P}})} ein statistisches Modell mit Grundmenge {\displaystyle \Omega }, σ-Algebra {\displaystyle {\mathcal {A}}} und Verteilungsklasse {\displaystyle {\mathcal {P}}}. Außerdem seien {\displaystyle {\mathcal {C}},{\mathcal {D}}} Unter-σ-Algebren von {\displaystyle {\mathcal {A}}}.

### Beziehung Suffizienz, Vollständigkeit und Verteilungsfreiheit
Ist
{\displaystyle f:(\Omega ,{\mathcal {A}})\to (X,{\mathcal {X}})}
eine verteilungsfreie Statistik und ist
{\displaystyle g:(\Omega ,{\mathcal {A}})\to (Y,{\mathcal {Y}})}
eine suffiziente und beschränkt vollständige Statistik, so sind {\displaystyle f} und {\displaystyle g} für alle {\displaystyle P\in {\mathcal {P}}} stochastisch unabhängige Zufallsvariablen.

### Verteilungsfreiheit und unabhängige suffiziente σ-Algebren
Es existiere für alle {\displaystyle {\underline {P}},{\overline {P}}\in {\mathcal {P}}} eine Menge von {\displaystyle (P_{i})_{i=1,\dots ,n}\in {\mathcal {P}}}, so dass 
{\displaystyle {\underline {P}}=P_{1},P_{2},\dots ,P_{n}={\overline {P}}}
und {\displaystyle P_{i}} und {\displaystyle P_{i+1}} nicht singulär zueinander sind. Sind {\displaystyle {\mathcal {C}}} und {\displaystyle {\mathcal {D}}} stochastisch unabhängige σ-Algebren für alle {\displaystyle P\in {\mathcal {P}}} und ist {\displaystyle {\mathcal {C}}} eine suffiziente σ-Algebra, so ist {\displaystyle {\mathcal {D}}} eine verteilungsfreie σ-Algebra.

### Suffizienz von maximalen Ergänzungen
Seien {\displaystyle {\mathcal {C}},{\mathcal {D}}} stochastisch unabhängig für alle {\displaystyle P\in {\mathcal {P}}} und sei {\displaystyle {\mathcal {D}}} verteilungsfrei. Ist dann {\displaystyle \sigma ({\mathcal {C}},{\mathcal {D}})={\mathcal {A}}}, so ist {\displaystyle {\mathcal {C}}} suffizient.